# ان‌جی‌سی ۲۳۵
ان‌جی‌سی ۲۳۵ (انگلیسی: NGC 235) یک کهکشان عدسی شکل در صورت فلکی نهنگ است.